# چهل تخم (نرماشیر)
چهل تخم، روستایی در دهستان پشت‌رود بخش مرکزی شهرستان نرماشیر در استان کرمان ایران است.

## جمعیت
بر پایه سرشماری عمومی نفوس و مسکن در سال ۱۳۹۵، جمعیت این روستا برابر با ۶۳۳ نفر (۲۰۸ خانوار) بوده‌است.